# SN 1963N
SN 1963N – supernowa typu II odkryta 27 czerwca 1963 roku w galaktyce NGC 536. W momencie odkrycia miała maksymalną jasność 17,70m.